# Juan Muñiz Gallego
Juan Muñiz Gallego (Gijón, Astúries, 14 de març de 1992) és un futbolista asturià. Actualment juga al  Johor Darul Ta'zim de Malàisia. També ha estat membre de les categories inferior de la selecció espanyola.

## Trajectòria

### Sporting de Gijón
Muñiz va començar la temporada 2009/10 com a jugador de l'equip juvenil de l'Sporting de Gijón que competia a la Divisió d'Honor Juvenil, però va acabar jugant a l'equip filial, l'Sporting de Gijón B.
El 16 de maig del 2010 va debutar amb el primer equip en la Primera Divisió, va ser a El Sardinero contra el Racing de Santander. El seu primer gol amb el primer equip de l'Sporting va arribar el 25 d'agost del 2012, en la segona jornada de la Liga Adelante 2012/13, contra el Reial Múrcia en un partit que acaba amb derrota per als de Gijón per 2-3.
L'estiu del 2013, per tal de jugar més minuts, va ser cedit al CD Mirandés. Després d'una bona temporada com a cedit, el jugador va tornar a Gijón. El jugador asturià va tenir continuïtat amb l'equip del Molinón durant la temporada que va estar a Segona Divisió, la temporada següent, però, amb l'ascens de l'equip a primera divisió, el jugador va perdre protagonisme i va marxar traspassat al Gimnàstic de Tarragona, on signà un contracte fins al 2018. El jugador, format al planter de l'Sporting, coneguda com a marea, va afirmar que marxava trist i culpabilitzà de la seua marxa al llavors entrenador de l'equip, Pitu Abelardo.

### Gimnàstic de Tarragona
El 17 de gener va debutar amb l'equip grana en la victòria contra el Deportivo Alavés. Juan Muñiz va entrar al camp en la segona part.

### Selecció espanyola
Ha estat seleccionat amb la selecció espanyola sub-17 i la sub-19. De fet, és amb aquesta última en la qual ha aconseguit el seu major èxit, el Campionat Europeu de la UEFA sub-19 de 2011. En aquest campionat el jugador asturià va ser notícia per l'incident de la bandera. Durant la celebració del campionat i just quan l'equip es preparava per anar a recollir la copa, el seleccionador, Ginés Meléndez, li va retirar la bandera asturiana al jugador, fet que va provocar una sèrie d'opinions contràries a l'actuació del seleccionador.

## Palmarès
- 1 Campionat Europeu sub-19 (2011)